# Pelagueïa
Pelagueïa Sergueïevna Khanova (en russe : Пелагея Серге́евна Ханова), dite simplement Pelagueïa, née le 14 juillet 1986 à Novossibirsk, est une chanteuse de folk russe.

## Biographie
Sa mère, Svetlana Guennadievna Khanova, est une ancienne chanteuse de jazz et directrice de théâtre, son agente et directrice artistique actuellement.
À l'âge de huit ans, Pelagueïa intègre l'école de musique rattachée au conservatoire de Novossibirsk. À neuf ans, elle remporte le prix de Meilleure Chanteuse Folk de Russie de 1996 lors d'un concours télévisé.
En 1997, à l'âge de 11 ans, elle chante comme soliste lors du concert célébrant le 850e anniversaire de la ville de Moscou, événement auquel assistent Jacques Chirac, Helmut Kohl et Boris Eltsine.
En juillet 1999, elle est invitée par Mstislav Rostropovich à participer aux Rencontres musicales d'Évian aux côtés de Ievgueni Kissine, Ravi Shankar et B.B. King. Dans une interview, la soprano Galina Vichnevskaïa l'appelle le futur du monde de l'opéra.
À 14 ans, elle entre à l'Académie russe des arts du théâtre, dont elle sort diplômée en 2005.
En 2000, elle crée un groupe qui porte son nom.
Elle fait partie des jurés de Golos (la version russe de The Voice) lors des trois premières saisons (2012 à 2014). Elle fait aussi partie des jurés de la version pour enfants de cette émission lors des trois premières saisons (2014 à 2016).
Elle participe à la Cérémonie d'ouverture des Jeux olympiques d'hiver de 2014, où elle chante la chanson Oy, to ne vetcher (Ой, то не вечер).

### Vie privée
En 2010, Pelagueïa se marie avec Dmitri Efimovitch, un producteur de télévision et réalisateur, dont elle divorce deux ans plus tard. Elle se marie avec le joueur de hockey Ivan Teleguine après la Coupe du monde de hockey sur glace 2016. Leur fille, Taïssia, nait en janvier 2017. En décembre 2019, Pelagueïa annonce sur Instagram sa séparation d'avec Ivan Teleguine.

### Vidéographie
- [vidéo] « Chant polyphonique Sous un saule vert », sur YouTube, chant relatant la mort d'un soldat blessé par balle, interprété par Pelagueïa avec Elmira Kalimoullina, Maria Goya & Henri Gogniachvili.
- [vidéo] « Pelagueïa - Ptachetchka HD (De la Rus' à la Russie 2015)(Sub.) », sur YouTube
- [vidéo] « Blanche neige, par Alissa Ignatieva et Pelagueïa (Concert de Pelagueïa à Samara le 29/03/2015) », sur YouTube
- [vidéo] Пелагея и Любэ - Конь HD (2017)(Sub.) sur YouTube